# Inside (альбом Пола Хорна)
Inside — альбом джазового флейтиста Пола Хорна 1968 года. Считается одним из самых ранних примеров нью-эйджа и этно-музыки. Альбом был записан в Тадж-Махале 25 апреля 1968 года, во время поездки Хорна в Индию вместе с The Beatles. Диск был выпущен на лейбле Epic Records и разошёлся тиражом в более чем одного миллиона копий. Позднее альбом был переиздан под названием Inside the Taj Mahal.

## Список композиций
- (Автор всех песен — Пол Хорн)
- Сторона 1

1. «Prologue/Inside» (3:57)
2. «Mantra I/Meditation» (2:20)
3. «Mumtaz Mahal» (3:23)
4. «Unity» (4:32)
5. «Agra» (1:38)

- Сторона 2

1. «Vibrations» (1:41)
2. «Akasha» (2:52)
3. «Jumna» (2:42)
4. «Shah Jahan» (5:40)
5. «Mantra II/Duality» (2:24)
6. «Ustad Isa/Mantra III» (2:27)

## Участники записи
- Пол Хорн — флейта, композитор и продюсер
- Эрл Бартон, Ларри Курленд — фотографы
- Неизвестный часовой — голос